# یواس‌اس ساراناک (۱۸۴۸)
یواس‌اس ساراناک (۱۸۴۸) (به انگلیسی: USS Saranac (1848)) یک کشتی بود که طول آن ۲۱۵ فوت ۶ اینچ (۶۵٫۶۸ متر) بود. این کشتی در سال ۱۸۴۸ ساخته شد.